# Rosa dei Banchi
La Rosa dei Banchi (Rose des Bancs in francese) è una montagna delle Alpi Graie alta 3.164 m s.l.m.
Alle sue pendici, sotto la severa parete N-O, si trovano i residui del Ghiacciaio dei Banchi, ormai ultimo ghiacciaio nevato rimasto nella Valle di Champorcher.
Durante un'escursione sulla Rosa dei Banchi, nell'agosto del 1920, morì il calciatore italiano Guido Beltrami

## Toponimo
In origine Mont Brian, il toponimo attuale deriva dalla francesizzazione in Rose des Bancs, e dalla successiva italianizzazione, della voce in patois valdostano Roése di bantse (in patois di Champorcher, Rouisi di banque), dove roése indica un ghiacciaio, e bantse sono le terrazze glaciali.

## Localizzazione

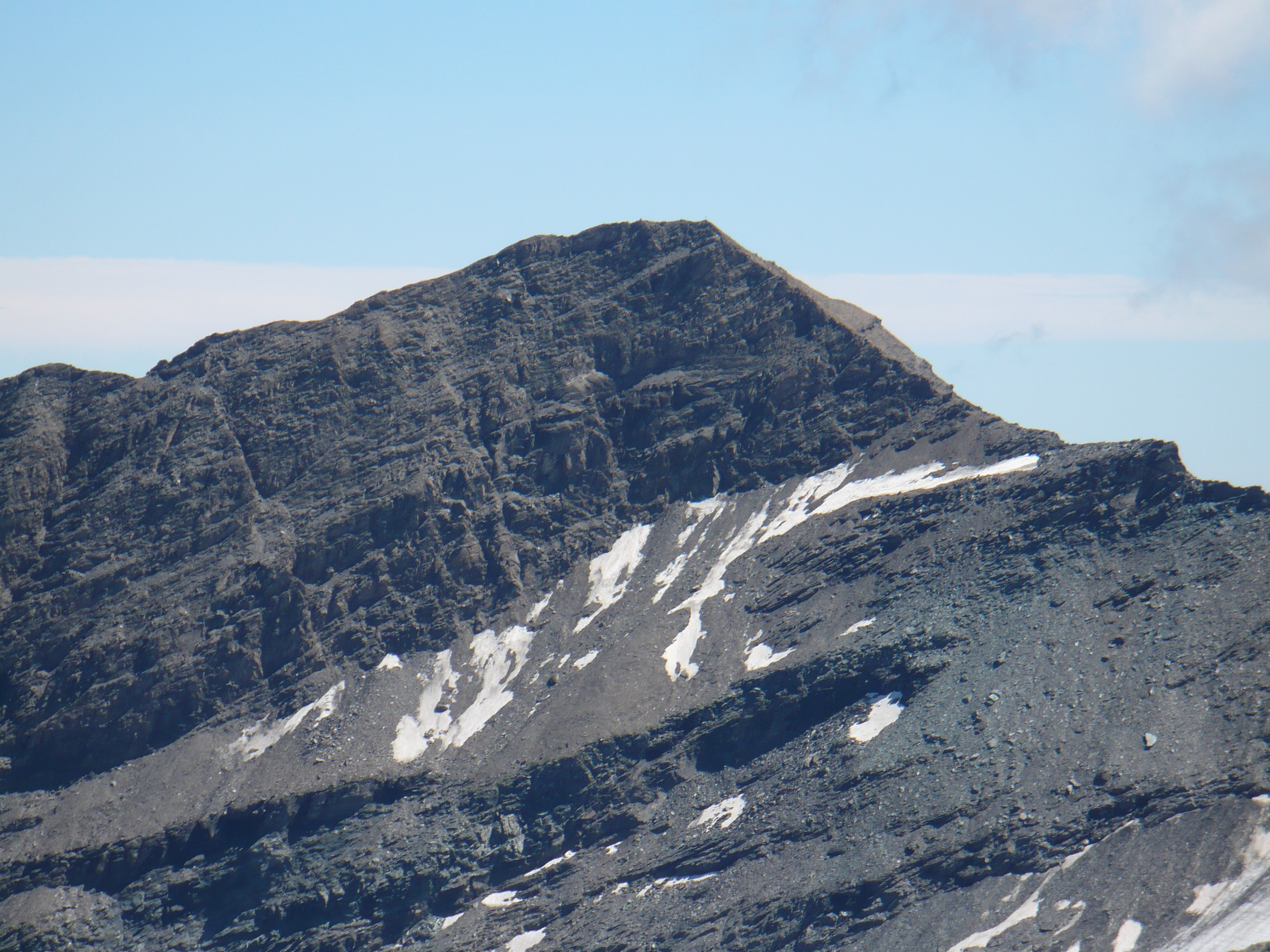
Versante nord (valdostano) della montagna.

Situata sullo spartiacque tra la Valle d'Aosta ed il Piemonte, alle testate della Valle di Champorcher, del vallone di Campiglia e del vallone di Piamprato, la Rosa dei Banchi offre la sua più suggestiva visuale dal Lago Misérin.
La cima della montagna corrisponde anche al punto geodetico trigonometrico dell'IGM denominato Rosa Dei Banchi (cod.042099) .

## Classificazione
La Rosa dei Banchi si trova nel Gruppo Orientale delle Alpi Graie, gruppo detto anche Alpi del Gran Paradiso. Non viene invece considerata facente parte del massiccio del Gran Paradiso.

## Ascensione alla vetta
La via normale per salire la vetta della Rosa Banchi parte dal rifugio Dondena in alta valle di Champorcher. Si risale il Vallone dei Banchi, si costeggia il ghiacciaio dei Banchi e si guadagna il Colle della Rosa (2957 m s.l.m.). Percorrendo la cresta ovest su alcuni passaggi di roccia (aggirabili verso il lato piemontese) si raggiunge in breve la vetta.
Altra possibile ascensione inizia da Campiglia Soana (nella val Soana) passando dal Santuario di san Besso (2.019 m) ed arrivando sempre al Colle della Rosa.